# Yumi Uchiyama
Yumi Uchiyama (内山夕実 Uchiyama Yumi?, 30 de octubre de 1987) es una seiyū japonesa bajo el nombre de Yūko Uchiyama (内山侑子 Uchiyama Yūko?). Ha participado en series como A Channel, Yuuki Yuuna wa Yuusha de Aru, Nisekoi y Kimi to Boku, entre otras. Está afiliada a Arts Vision.

## Roles Interpretados

### Series de Anime
2011
- A Channel como Nagi.
- Ao no Exorcist como Kashino (ep 6).
- Kimi to Boku como Junko, Kaname Tsukahara (joven) y la madre de Yuuki y Yuuta.
- Ro-Kyu-Bu! como Kikuchi (eps 1-4).
- Shinryaku!? Ika Musume como Tomomi Mochizuki.
- Usagi Drop como Kazumi Kawachi.

2012
- Baku Tech! Bakugan como Jinza.
- Bakuman 3 como Hitomi Shiratori.
- Binbogami ga! como Momiji.
- Gintama': Enchousen como Suzuran (pasado).
- Hagure Yūsha no Estetica como Valkyria (ep 1).
- Hyōka como Noriko Shimizu (ep 13) y Sawai (ep 16).
- Joshiraku como Yanmama (ep 11).
- Kimi to Boku 2 como Kaname Tsukahara (joven) y la madre de Yuuki y Yuuta.
- Kuromajyo-san ga Tōru!! como An Sakurada (eps 27-28).
- Medaka Box Abnormal como Iya Renpei (ep 12).
- Robotics;Notes como Takashi (ep 18).
- Saki Achiga-hen episode of side-A como Arata Sagimori.
- Sakura-sō no Pet na Kanojo como Yayoi Honshō.
- Suki-tte ii na yo como Aiko Mutō.

2013
- Aiura como Yamashita-sensei.
- Aoki Hagane no Arpeggio como Kirishima.
- Baku Tech! Bakugan Gachi como Jinza.
- Boku wa Tomodachi ga Sukunai Next como Yozora Mikazuki (ep 5).
- Buddy Complex como Margaret O'Keefe.
- Daiya no Ace como Rei Takashima.
- Dansai Bunri no Crime Edge como Hōko Byōinzaka.
- Doki Doki! PreCure como Dabyi.
- Genshiken Nidaime como Mirei Yajima.
- Hataraku Maō-sama! como Mayumi Kisaki.
- Kin-iro Mosaic como Yōko Inokuma.
- Kotoura-san como Hajime (ep 1) y la madre de Moritani (eps 2, 7, 10).
- Kuromajyo-san ga Tōru!! 2 como An Sakurada (ep 38).
- Ro-Kyu-Bu! SS como Kaori Minato (eps 1, 3).
- Senyū. como Ares.
- Senyū. Dai 2 Ki como Ares.
- Strike the Blood como Yūma Tokoyogi (eps 13-16).
- Suisei no Gargantia como Ondelia (eps 11-12).
- Tanken Driland - 1000-nen no Mahō - como Pierce.
- Walkure Romanze como Emma.

2014
- Akuma no Riddle como Mako Azuma.
- Cross Ange: Tenshi to Ryū no Rinbu como la madre de Sarah (ep 1).
- Girl Friend Beta como Otome Kayashima.
- Gokukoku no Brynhildr como Hatsuna Wakabayashi.
- Mahōka Kōkō no Rettōsei como Erika Chiba.
- Nisekoi como Ruri Miyamoto.
- Nobunaga The Fool como Oda Nobunaga (niño).
- Ryūgajō Nanana no Maizōkin como Shiki Maboro.
- Sabagebu! como Miō Ootori.
- Saki Zenkoku-hen como Arata Sagimori.
- Toaru Hikūshi e no Koiuta como Sonia Palez.
- Tokyo Ghoul como la hermana de Nishiki (ep 5).
- Yuuki Yuuna wa Yuusha de Aru como Fū Inubozaki.

2015
- Arslan Senki como Étoile.
- Daiya no Ace: Second Season como Rei Takashima.
- Denpa Kyōshi como Yukino Kuribayashi.
- Gakusen Toshi Asterisk como Irene Urzaiz.
- Gate: Jieitai Kanochi nite, Kaku Tatakaeri como Bozes Co Palestea.
- Hello!! Kin-iro Mosaic como Yōko Inokuma.
- High School Star Musical como Takashi Ōtori (joven; ep 9).
- Junketsu no Maria - Sorcière de gré, pucelle de force como Edwina.
- Lance N' Masques como Nori Hizuki.
- Mahou Shoujo Lyrical Nanoha Vivid como Harry Tribeca.
- Miss Monochrome: The Animation 3 como Yokoyama (ep 5).
- Mobile Suit Gundam: Tekketsu no Orphans como Fumitan Admoss.
- Nisekoi: como Ruri Miyamoto.
- Overlord como Mare Bello Fiore.
- Wooser no Sono Higurashi Mugen-hen como Kirishima (ep 6).

2016
- Arslan Senki: Fūjin Ranbu (TV) como Étoile.
- Bakuon!! como Onsa Amano.
- Digimon Universe: Appli Monsters como Haru Shinkai.
- Gakusen Toshi Asterisk 2 como Irene Urzaiz.
- Gate: Jieitai Kanochi nite, Kaku Tatakaeri 2 como Bozes Co Palestea.
- Mahō Shōjo Ikusei Keikaku como Top Speed.
- Nijiiro Days como Mari Tsutsui.
- Re:Zero kara Hajimeru Isekai Seikatsu como Puck.
- Sangatsu no Lion como Rei Kiriyama (niño).
- Tsukiuta. THE ANIMATION como Yuki Wakaba.

2017
- Battle Girl High School como Anko Tsubuzaki.
- Houseki no Kuni como Rutile.[4]
- Kabukibu! como Maruko Janome.
- Kyōkai no Rinne 3 como Kuromitsu.
- Sin Nanatsu no Taizai como el Ángel Michael.

2018
- Grancrest Senki como Helga Piaroza.
- Nanatsu no Bitoku como Michael.
- Toji no Miko como Maki Shidou.
- Radiant como Hameline.

2019
- Pastel Memories como Irina Leskova.
- Kakegurui XX como Miyo Inbami
- Isekai Quartet como  Puck y Mare Bello Fiore

2020
- En'en no Shōbōtai como Arrow
- Majo no Tabitabi como Estelle

2021
- Mushoku Tensei como Rudeus Greyrat
- Tokyo Revengers - Emma Sano

### Especiales
2011
- A-Channel: +A-Channel como Nagi.

2014
- Buddy Complex Kanketsu-hen -Ano Sora ni Kaeru Mirai de- como Margaret O'Keefe.

2015
- Arslan Senki: Dakkan no Yaiba como Étoile.

2016
- Kin-iro Mosaic: Pretty Days como Yōko Inokuma.

### ONAs
2011
- +Tic Neesan como Okappa.

2014
- Gakumon! ~Ōkami Shōjo wa Kujikenai~ como Shushu.

### OVAs
2012
- A-Channel+smile como Nagi.
- Nogizaka Haruka no Himitsu: finale como Setsugetsuka Tennôji (OVA 4).

2014
- Chain Chronicle como Angélica.

2016
- Bakuon!! como Onsa Amano.
- 'Eiyū' Kaitai como Hakua Tsuranari.

2018
- Asagao to Kase-san. como la entrenadora.

### Películas
2012
- Shiranpuri como Marimo Sensei.

2013
- Aura: Maryūinkōga Saigo no Tatakai como Ozaki.
- Eiga Dokidoki! Precure Mana Kekkon!!? Mirai ni Tsunagu Kibō no Dress como Dabyi.
- Pretty Cure All Stars New Stage 2: Amigas del corazón como Dabyi.

2015
- Aoki Hagane no Arpeggio: Ars Nova DC como Kirishima.

2017
- Gekijōban Mahōka Kōkō no Rettōsei: Hoshi o Yobu Shōjo como Erika Chiba.
- Yuuki Yuuna wa Yuusha de Aru como Fū Inubozaki.

### VOMIC
- Soul Catcher(S) como Momoko Takizawa.

### CD Drama
- Nijiiro Days como Mari Tsutsui.

### Videojuegos
- Battle Girl High School como Anko Tsubuzaki.
- Blue Reflection como Mao Ninagawa.
- Digimon Universe: Appli Monsters como Haru Shinkai.
- Dragon Ball Xenoverse como Mirai Warrior.
- Fortisia SEGA×LINE como Satyam.
- Granado Espada como Cecile.
- Langrisser Re: Incarnation -Tensei- como Maiya/Mair.
- Net High como la Agente Tommy.
- Dragalia Lost como Cleo.
- Bleach: Brave Souls como Candice Catnipp.

### Doblaje
Dobló la voz de los siguientes personajes de la serie My Little Pony: La Magia de la Amistad:
- Bon Bon/Sweetie Drops
- Daisy
- Daisy Jo
- Derpy Hooves
- Diamond Tiara
- Millie
- Princesa Luna (solamente 1º Temporada, ep 2)
- Rainbowshine
- Sea Swirl
- Spitfire
- Truffle Shuffle
- Turf
- Twinkleshine
- Wild Fire

## Música

### A Channel
- A Channel: endings Humming Girl (ハミングガール) y Harukaze no Kagaku (はるかぜの化学; y ep 1), y los temas insertados Start (ep 2), Okashi na Jikan" (オカシナ時間; ep 9) y Happy Snow (ep 10) junto con Aoi Yūki, Kaori Fukuhara y Minako Kotobuki. Mikakuninhikou Girl (未確認飛行ガール) a dúo con Minako Kotobuki, tema insertado en el episodio 12, y, sola, los temas insertados Tanken no Susume (探検のススメ; ep 6) y Koi Ichiya Yume Ichiya (恋一夜夢一夜; ep 7).[5][6]
- A-Channel: +A-Channel: ending Humming Girl (ハミングガール) con sus compañeras de elenco.[7]
- A-Channel+smile: ending Smile Houteishiki (スマイル方程式) con sus compañeras de elenco.[8][9]

### Kin-iro Mosaic
Formando parte de "Rhodanthe*" interpretó:
- Kin-iro Mosaic: el opening Jumping!! y el ending Your Voice.[10][11]
- Hello!! Kin-iro Mosaic: los openings Yume-iro Parade! (夢色パレード！) y Kirameki-iro Summer Rainbow (きらめきいろサマーレインボー), y el ending My Best Friends.[12][13]
- Kin-iro Mosaic: Pretty Days: los temas Happy * Pretty * Clover, Shining Star y Starring!!.[14]

### Nisekoi
- Nisekoi: cantó el ending de los episodios 9-11 Order × Order (オーダー×オーダー).[15][16]
- Nisekoi:: cantó el ending del episodio 10 Tōriame drop (通り雨drop).[17][18]

### Otras Interpretaciones
- Interpretó el ending de Bakuon!! Voon! Voon! Ride On! (ぶぉん！ぶぉん！らいど・おん！) con sus compañeras de elenco.[19][20]
- Participó del ending Aoku Yurete Iru (アオくユレている) de Genshiken Nidaime junto con Sumire Uesaka, Nozomi Yamamoto y Ai Kakuma.[21][22]
- Como parte de las "Gesukawa☆Girls", cantó el ending Piti Pati SurviBird (ぴてぃぱてぃサバイバード) de Sabagebu!.[23][24]
- Junto con sus compañeras de elenco interpretó el ending de la serie Saki Achiga-hen episode of side-A SquarePanicSerenade (eps 2, 5-7, 12).[25][26]
- Como parte de "Sanshuu Chuugaku Yuushabu", participó en el opening Hoshi to Hana (ホシトハナ) y el ending Aurora Days de la serie Yuuki Yuuna wa Yuusha de Aru.[27]
- En su rol como "Kanna", y en compañía de Inori Minase, Minami Tanaka, Yui Ogura y Natsumi Takamura, ha participado del sencillo Never Ending Fantasy ~GRANBLUE FANTASY~ de la franquicia de videojuegos Granblue Fantasy. En su semana de lanzamiento ha alcanzado el puesto 9 en ranking de ventas en Japón.[28]